# 橋本智昭
橋本 智昭（はしもと ともあき）は、日本の機械制御・航空宇宙工学者。大阪工業大学工学部機械工学科准教授。工学博士。日本航空宇宙学会(JSASS)関西支部2021幹事。計測自動制御学会関西支部2020副委員長。元NEDO2軸ジンバル機構の将来型宇宙機への応用検討委員会委員。
専門は、航空宇宙システム工学・制御システム、ロボット工学（特に、宇宙・災害環境での極限環境ロボット）。

## 経歴
2003年東京都立科学技術大学（現・東京都立大学）工学部航空宇宙システム工学科卒業。2007年同大学大学院工学研究科航空宇宙工学専攻博士課程単位取得満期退学。博士（工学）。2007年理化学研究所 Brain Science Institute(BSI)リサーチアシスタント。2009年大阪大学大学院基礎工学研究科システム創成専攻助教、2011年カリフォルニア大学バークレー校(UCB)客員研究員などを経て、2015年大阪工業大学工学部機械工学科に着任、2024年現在、同学科准教授。
主な所属学会は、日本航空宇宙学会、システム制御情報学会、計測自動制御学会、IEEE、日本機械学会。主な受賞は、計測自動制御学会論文賞(2013)、日本機械学会奨励賞、大阪大学総長奨励賞など。
小型ロケット・超小型人工衛星の開発・打ち上げ実験を目指す「大阪工業大学機械工学科宇宙プロジェクト」を推進しており、JAXA能勢ロケット実験場で指導する学生プロジェクトの小型ロケット「SABURO」（OIT-001号機）の打ち上げ支援を行なっている。また、航空宇宙工学の啓蒙活動として、大阪工業大学工学部機械工学科特別講演会2021にて、アメリカ航空宇宙局（NASA）ジェット推進研究所研究員小野雅裕氏の招待公演「宇宙の話をしよう」をサポートしている。